# Michael Ermrich
Michael Ermrich (* 16. Juli 1953 in Halberstadt) ist ein deutscher Kommunalpolitiker (CDU).

## Leben
Ermrich wuchs in Elbingerode (Harz) auf und machte 1972 in Wernigerode sein Abitur. Nach seinem Studium an der TH Ilmenau, das er 1976 als Dipl.-Ing. abschloss, promovierte er 1982 zum Dr.-Ing. mit einer Arbeit zur elektronischen Schaltungstechnik. Danach war er mehrere Jahre im Gießerei- und Ofenbau Königshütte tätig.
1990 wurde er zum Oberkreisdirektor ernannt. Er wurde 1994 Landrat des Landkreises Wernigerode und von 2007 bis 2013 des Landkreises Harz. Sein Nachfolger als Landrat wurde der parteilose Martin Skiebe. Vom 1. Juni 2013 bis 31. Dezember 2021 war er Geschäftsführender Präsident des Ostdeutschen Sparkassenverbandes.
Ermrich ist unter anderem
- Ehrenpräsident des Landkreistages Sachsen-Anhalt
- Ehrenpräsident des Harzklub e. V.
- Ehrenaufsichtsratsvorsitzender der Harzer Schmalspurbahnen GmbH[2]
- Aufsichtsratsvorsitzender der LBS Ostdeutsche Landesbausparkasse AG (2013–2021)
- Vorstandsmitglied des Deutschen Sparkassen- und Giroverbandes (2013–2021)
- Vorstand des Ostdeutschen Sparkassenverbandes (2013–2021)
- Vorsitzender des Vorstandes der Ostdeutschen Sparkassenstiftung (2013–2021)

## Auszeichnungen
- 2010: Verdienstkreuz am Bande der Bundesrepublik Deutschland
- 2011: Dr.-Johann-Christian-Eberle-Medaille
- 2013: Ehrenbürgerschaft Stadt Wernigerode
- 2022: Ehrenurkunde der Handwerkskammer Magdeburg
- 2024: Verdienstorden des Landes Sachsen-Anhalt[3]

## Schriften
- FLANIS, ein Programmsystem zur rechnergestützten iterativen Synthese von linearen Schaltungen im Frequenzbereich unter besonderer Berücksichtigung von geeigneten Ersatzschaltbildern analoger Schaltkreise und frequenzvarianter Bauelemente, zugleich Dissertation TU Ilmenau, 1981.
- Bearbeitung (mit Ingelore Kamann): Landkreis Wernigerode, Kommunikation und Wirtschaft, Oldenburg 2001.